# Hylaea uniformis
Hylaea uniformis là một loài bướm đêm trong họ Geometridae.